# بوني بلير
بوني بلير (Bonnie Blair) هي لاعبة أولمبية لرياضة تزلج سريع من الولايات المتحدة. شاركت في الأولمبياد الشتوي في 1988–1994، وفازت بما مجموعه 6 ميداليات.

## الميداليات
| ذهب | فضة | برونز | المجموع |
| 5   | 0   | 1     | 6       |

## من أقوال بوني بلير[7]
- في كل وقت تنافس فيه ضد من هو الأفضل، تكون هناك فرصة عظيمة للتعلم.
- الفوز لا يعني دائما أنك الأول ، و لكنه يعني أنك أفضل من قبل.

## روابط خارجية
- بوني بلير على موقع IMDb (الإنجليزية)
- بوني بلير على موقع الموسوعة البريطانية (الإنجليزية)
- بوني بلير على موقع إن إن دي بي (الإنجليزية)
- بوني بلير على موقع قاعدة بيانات الفيلم (الإنجليزية)
- بوني بلير على موقع SpeedSkatingBase.eu (الإنجليزية)
- بوني بلير على موقع SpeedSkatingNews.info (الإنجليزية)
- بوني بلير على موقع SpeedSkatingStats.com (الإنجليزية)
- بوني بلير على موقع ShortTrackOnLine.info (الإنجليزية)
- بوني بلير على موقع اللجنة الأولمبية الدولية (الإنجليزية)
- بوني بلير على موقع أوليمبيديا (الإنجليزية)